# Serhij Zajeć
Serhij Anatolijowycz Zajeć (ukr. Сергій Анатолійович Заєць, ros. Сергей Анатольевич Заец, Siergiej Anatoljewicz Zajec; ur. 18 sierpnia 1969 w Berdyczowie w obwodzie żytomierskim) – ukraiński piłkarz, grający na pozycji obrońcy.

## Kariera piłkarska

### Kariera klubowa
W 1985 rozpoczął karierę piłkarską w Spartaku Żytomierz, skąd w 1987 przeszedł do Dynama Kijów, w którym występował przez siedem sezonów. W 1993 przeniósł się do klubu Nywa Winnica. Karierę piłkarską zakończył w rosyjskim zespole Urałmasz Jekaterynburg.

### Kariera reprezentacyjna
18 kwietnia 1991 debiutował w olimpijskiej reprezentacji Związku Radzieckiego w zremisowanym 0:0 meczu z Węgrami.

## Sukcesy i odznaczenia

### Sukcesy klubowe
- mistrz ZSRR: 1990
- brązowy medalista Mistrzostw ZSRR: 1989
- zdobywca Pucharu ZSRR: 1990
- mistrz Ukrainy: 1993
- wicemistrz Ukrainy: 1992
- zdobywca Pucharu Ukrainy: 1993

### Odznaczenia
- nagrodzony tytułem Mistrza Sportu ZSRR: 1988